# Малиново (Сењец)
Малиново (слч. Malinovo) насељено је мјесто са административним статусом сеоске општине (слч. obec) у округу Сењец, у Братиславском крају, Словачка Република.

## Становништво
| Година:    | 1994. | 2004.    | 2014.    | 2024.    |
| ---------- | ----- | -------- | -------- | -------- |
| Број људи: | 1257  | 1401     | 2520     | 4146     |
| Разлика:   |       | +11,45 % | +79,87 % | +64,52 % |

| Година:    | 2023. | 2024.   |
| ---------- | ----- | ------- |
| Број људи: | 4133  | 4146    |
| Разлика:   |       | +0,31 % |

Према подацима о броју становника из 2011. године насеље је имало 1.956 становника.